# Inno nazionale dell'Arabia Saudita
L'inno nazionale dell'Arabia Saudita è anche noto come ʿĀš al-Malik (arabo: عاش الملك, «Lunga vita al re»).

## Testo
سَارْعِي
،لِلْمَجْدِ وَالْعَلْيَاء
!مَجِّدِي لِخَالِقِ الْسَّمَاء
وَارْفَعِي الْخَفَّاقَ الْأَخْضَر
،يَحْمِلُ الْنُّورَ الْمُسَطَّر
!رَدِّدِي اللهُ أَكْبَر
!يَا مَوْطِنِي
،مَوْطِنِي
!عِشْتَ فَخْرَ الْمُسْلِمِين
عَاشَ الْمَلِك
لِلْعَلَم
!وَالْوَطَن

Sārʿī
Li-l-majdi wa-l-ʿalyāʾ,
Majjidī li-khāliqi s-samāʾ!
Wa-rfaʿī l-khaffāqa ʾakhḍar
Yaḥmilu n-nūra l-musaṭṭar,
Raddidī: Allāhu ʾakbar!
Yā mawṭinī!
Mawṭinī,
ʿIšta fakhra l-muslimīn!
ʿĀša l-malik
Li-l-ʿalam
Wa-l-waṭan!

## Traduzione dell'innoViva il Re
Affrettiamoci alla Gloria e alla Supremazia!

Glorifichiamo il Creatore del Cielo,

e issiamo la Verde, Bandiera fluttuante,

Che dà l'Emblema di Luce!

Ripete - Dio è il più grande!

Oh, il mio Paese,

Che viva sempre la mia Patria,

La gloria di tutti i musulmani!

Lunga vita al Re,

alla bandiera, alla Patria!